# Pleurata tyleri
Pleurata tyleri är en hjuldjursart som först beskrevs av Koste, Shiel och Tan 1988.  Pleurata tyleri ingår i släktet Pleurata och familjen Notommatidae. Inga underarter finns listade i Catalogue of Life.